# Gérce
Gérce é um município da Hungria, situado no condado de Vas. Tem 18,3 km² de área e sua população em 2015 foi estimada em 1.124 habitantes.